# Зики Те
Изаке́л Го́меш Те (порт. Izaquel Gomes Té; 1 октября 2001, Бисау, Гвинея-Бисау), более известный как Зи́ки Те (порт. Zicky Té) — португальский и биссауский футболист, игрок в мини-футбол. Нападающий португальского клуба «Спортинг» и сборной Португалии по мини-футболу . Чемпион мира, чемпион Европы, победитель Финалиссимы.
4 октября 2021 года присвоено звание командора Ордена Инфанта дона Энрике (ComIH).

## Клубная карьера
Детство
Изакел Гомеш Те переехал в Португалию в возрасте шести лет. Рос в Санту-Антониу-душ-Кавалейруш в Лорише, где и начал играть в футбол, получив прозвище «Зики». Мини-футболом начал заниматься под влиянием друзей.
«Спортинг»
В 17 лет Зики Те стал самым молодым игроком, когда-либо забивавшим в португальской лиге, в 18 был номинирован на звание «Лучший молодой игрок мира», а в 19 лет, по ходу сезона 2020/2021 годов, забил 16 голов, был признан лучшим игроком финала Лиги чемпионов и впервые был вызван в сборную Португалии.

## Достижения
«Спортинг»
- Чемпион Португалии (4): 2020/21, 2021/22, 2022/23, 2023/24
- Победитель Лиги чемпионов УЕФА: 2020/21
- Обладатель Кубка Португалии (2): 2019/20, 2021/22
- Обладатель Суперкубка Португалии: 2021
- Обладатель Кубка португальской лиги (2): 2020/21, 2021/22

Сборная Португалии
- Чемпион мира: 2021
- Чемпион Европы: 2022
- Победитель Финалиссимы: 2022